# Salvador Balbuena Teruel
Salvador Balbuena Teruel (Melilla 3 de febrer de 1978) és un exfutbolista espanyol, que ocupava la posició de porter. Ha estat internacional amb les categories inferiors espanyoles.

## Trajectòria
Va començar a destacar amb les diferents seleccions espanyoles, fins que el RCD Espanyol el va incorporar al seu filial. La temporada 00/01 puja al primer equip, en pugna per la posició de porter suplent amb Argensó. A les postres, Balbuena va romandre com a tercera opció sota els pals, romanent inèdit.
Entre el 2001 i el 2003 defensa la porteria de la UD Salamanca, a Segona Divisió. També és suplent, sumant només vuit partits en total amb els castellans.
Posteriorment, milita en equips més modestos, com la UD Melilla.